# Nicolae Covaci
Nicolae Covaci, també conegut com a Nicu Covaci (Timișoara, Romania, 19 d'abril de 1947 - Timișoara, Romania, 2 d'agost de 2024) va ser un guitarrista, pintor i compositor musical romanès. Fou conegut sobretot com a líder i membre fundador de la banda romanesa de rock de culte Phoenix, de la qual era vocalista i guitarrista, amb més de cinquanta anys d'activitat.

## Biografia
Nicolae Covaci va néixer a Timișoara, el 19 d'abril de 1947. Va començar a tocar la guitarra a 15 anys i el 1962, juntament amb Florin "Moni" Bordeianu, va fundar una banda anomenada Sfinții (els Sants).

## Dècada de 1960
- 1962: Nicolae Covaci funda la banda estudiantil "Sfinții" (Els Sants) a Timișoara. La banda guanya el segon premi al Festival d'Estudiants de Bucarest. Des del principi, la banda ha estat criticada per tenir una influència d'Europa occidental.
- 1963: Els enregistraments de composicions pròpies de la banda reben una reproducció radiofònica per primera vegada.
- 1965: Els sants estan prohibits. Les autoritats acusen la banda de difondre propaganda religiosa, i la banda es veu obligada a canviar de nom i neix PHOENIX. Amb el nou nom, la banda canta tres cops per setmana al menjador de l'Escola d'Enginyeria, i més tard a "Lola", el club del Sindicat de la Indústria de la Construcció de Timișoara.
- 1968: PHOENIX guanya el Gran Premi del Festival Romanès de Iasi. La banda va rebre el seu primer contracte discogràfic i va aparèixer a la ràdio i la televisió. PHOENIX llança el seu primer àlbum, "Times", un EP de quatre cançons.
- 1969: La banda guanya premis a la creativitat i la interpretació al Festival d'Estudiants Romanesos de l'Escola d'Arquitectura de Bucarest. Va llançar el seu segon EP de quatre cançons, anomenat Floarea stincilor ("La flor de les roques").

## Dècada de 1970
- 1970: PHOENIX torna a guanyar un premi al festival d'estudiants romanesos a l'Escola d'Arquitectura de Bucarest, aquesta vegada per l'originalitat.
- 1971: La banda canvia d'estil i troba la seva pròpia direcció, inspirada en els ritus i costums precristians dels Balcans. El seu tercer EP "Mesterul Manole" es publica amb tres cançons. PHOENIX està convidat a tocar als festivals "Bratislava Lyra" i "Sopot" a Txecoslovàquia i Polònia; la banda és un gran èxit.
- 1972: Es publica Cei ce ne-au dat nume (The Ones Who Gave us the Name), el primer LP de la banda. Després de la publicació del segon LP amb el títol metafòric Mugur de fluier (Flauta cap) les autoritats prohibeixen l'aparició de PHOENIX a Romania.
- 1973: S'estrena Cantafabule. És el seu primer LP doble i una fita en la història de la música romanesa.
- 1974: PHOENIX fa concerts amb el conjunt "The Drummers from Brănești", un grup de 25 homes d'un petit poble dels Carpats, que toquen ritmes tradicionals amb diferents tambors.
- Sortida de 1976: Nicu Covaci renuncia a la seva ciutadania romanesa i marxa de Romania cap a Amsterdam. Nicu Covaci funda una nova banda amb músics de diferents nacionalitats.
- 1977: Covaci torna a Romania i ajuda els membres de la seva banda a escapar. S'amaguen als altaveus Marshall de la banda i són introduïts de contraban a través de quatre fronteres cap a Alemanya.

## Anys 80: El nou Fènix
- 1978: La banda se separa. Els membres de la banda abandonen Covaci i intenten fer-ho pel seu compte amb el nom de "Madhouse".
- 1981: PHOENIX llança la seva primera producció en anglès, el LP Transsylvania Phoenix. La banda es torna a desintegrar.
- 1983: Nicu Covaci juga amb Dzidek Marcinkiewicz com a duo.
- 1986: Nicu Covaci i Erlend Krauser contribueixen a la producció d'Evita a Osnabrück.
- 1987: "The Lark" + "Ballade for You". Nicu Covaci contribueix a la producció de Jesus Christ Superstar a Osnabrück.
- 1988: Sortida del senzill "Tuareg" + "Mr. G's promises".

## Anys 90 – Covaci torna a Romania
- 1990: PHOENIX llança un gegantí retorn a Romania. La banda sorteja 5000 senzills de "Ciocârlia".

### Tours a Romania
- 1992: Nicolae Covaci produeix el CD Symphoenix amb el cor romanès "Song" i l'Orquestra Simfònica de Radio Bucarest.
- 1993: S'estrena la versió en CD de Cantafabule.
- 1994–1997: Diverses gires a Romania.
- 1997: es publica el CD Aniversare 35 (35è aniversari). Vremuri – Anii 60 es publica en CD.
- 1998: PHOENIX realitza una gran gira a Romania amb el mamut-show Cantafabule.
- 1999: Surt en CD Cei ce ne-au dat nume i Mugur de fluier.

PHOENIX llança un nou maxi-CD de 3 cançons amb Numai Una, Iovano i Ora-Hora i fa concerts de novembre a Alemanya a "Works" i "Erdbeerblau" a Osnabrück, i a "Osterfeldhalle" a Esslingen.

## Anys 2000
- 2000: Gira de primavera a Romania. S'ofereix un CD gratuït amb cada entrada comprada. Es regalen 35.000 maxi-CD.
- 2000: S'estrena el CD A l'ombra de l'ós gran. Expressa la decepció de Nicu Covaci per la situació a Romania.
- 2000: desembre Gira Alemanya: A l'ombra de l'ós gran.
- 2001: S'estrena el CD In the Shadow of the Big Bear cantat en anglès per Malcolm J. Lewis.

Baba Novak (2005) S'estrena un nou àlbum, anomenat Baba Novak. El guitarrista Cristi Gram s'incorpora a la banda l'any 2004. El llançament de l'àlbum és seguit d'una gira de la banda per moltes ciutats de Romania.
Break-up (2007) Després dels conflictes entre Nicu Covaci i Mircea Baniciu, el vocalista de la banda, aquest abandona Phoenix. Aviat, el baixista, Joszef "Ioji" Kappl, i el violinista, Mani Neumann, també deixen la banda. Mentre Mani continua la seva activitat musical amb la seva banda "Farfarello", a Alemanya, Mircea Baniciu es connecta amb Ioji Kappl i forma un nou duet folk.
2008 - Back to the Future El 2008, Nicu Covaci va reconstruir la banda, i els nous membres inclouen, al costat de Covaci, Florin "Moni" Bordeianu (el primer vocalista de la banda), Bogdan Bradu (veu), Dzidek Marcinkiewicz (teclats), Volker Vaessen (baix), Ovidiu "Țăndărică" Lipan (bateria) i Cristi Gram (guitarra). S'enregistra l'àlbum Back to the Future, que inclou algunes cançons compostes per Moni Bordeianu durant el temps que va estar als EUA.
2010 – SymPhoenix La banda porta a terme un nou projecte musical, anomenat Sym Phoenix, amb l'Orquestra Simfònica de Bucarest. L'espectacle es va estrenar el 28 d'abril de 2010 a Bucarest.